# Управление по делам молодёжи (Германия)
Управление по делам молодёжи — организационная единица в составе местного самоуправления в Германии.
Согласно Разделу 69 (3) Книги 8 Социального кодекса (SGB VIII), каждое местное государственное агентство по защите детей и молодёжи должно создать бюро по защите молодёжи. Поставщики общественных услуг для детей и молодёжи определяются законами федеральных земель. В целом по стране это, как правило, сельские и городские районы.

## История Управления по делам молодёжи
С 1900 г
Историческое развитие, которое привело к созданию офисов по делам молодёжи, началось на рубеже XX века. За это время профессиональная общественность призвала к стандартизации организационно фрагментированной социальной защиты молодёжи и принятию на себя ответственности государства за образование молодёжи. Для достижения этих целей подходящей формой организации казалось местное бюро по делам молодёжи. Поэтому в период с 1900 по 1910 год ряд городов начали объединять задачи общественного благосостояния молодёжи в рамках своих местных органов власти в городах Гамбург, Дрезден, Дюссельдорф и Майнц.
Закон Рейха о благосостоянии молодёжи (RJWG) взялась за эти разработки. Он был принят 14 июня 1922 года и объявлен в Reichsgesetzblatt 9 июля 1922 года. Он должен был вступить в силу 1 апреля 1924 года. Он предусматривал создание отделений по делам молодёжи в муниципалитетах или ассоциациях муниципалитетов, как это более подробно указано высшими государственными органами. Его задачей было общее содействие благополучию молодёжи с упором на приемных детей, опекунство, поддержку малообеспеченных несовершеннолетних и социальное образование. Бюро по делам молодёжи изначально было организовано как коллегиальный орган, члены которого с правом голоса состояли из высокопоставленных должностных лиц и людей, имеющих опыт работы с молодежью, которые, в свою очередь, были предложены свободными ассоциациями молодёжи и социального обеспечения. Эта форма организации существует и сегодня в комитетах по делам молодёжи. Закон также предусматривал создание государственных служб по делам молодёжи и службы по делам молодёжи в Рейхе.
Закон не был реализован, как планировалось. В феврале 1924 года под давлением федеральных земель из-за кризиса государственной казны, связанного с инфляцией, после внесения поправки во Вводный акт к RJWG некоторые из положений были отменены до того, как закон вступил в силу. Это касалось как создания единой структуры власти, так и зоны ответственности. Прежде всего, больше не было никаких обязательств по созданию профилактических учреждений и учреждений по уходу за молодежью. Однако основные принципы были сохранены, например, положение о праве на образование для «каждого немецкого ребёнка» (§ 1 RJWG), объединение задач по благосостоянию молодёжи и регулирование отношений между общественным и бесплатным благосостоянием молодёжи.
Времена НСДАП
В период правления национал-социализма с 1933 года службы по делам молодёжи были лишены основных задач и переданы национал-социалистическому народному благосостоянию или гитлерюгенду. Процедуры наследственного биологического и расового отбора определили работу этих организаций. Независимое право ребёнка на воспитание утратило силу, его заменило «образование для немецкого национального сообщества». Подростковые мальчики и девочки стали частью Гитлерюгенда и Союза немецких девушек. Вынужденная организация и, таким образом, поставленная под контроль государства. С 1939 года управление отделениями по делам молодёжи, которые существовали только в качестве основных отделений, было передано мэрам и районным администраторам.
После 1945 года
После окончания Второй мировой войны западные оккупационные державы вернули в действие RJWG в её ограниченной форме. С 1947 по 1953 годы бюро по делам молодёжи было закреплено за Министерством внутренних дел.
В 1953 году, после внесения поправки в RJWG в Западной Германии, основные элементы закона, принятого в 1922 году, были вновь приняты к рассмотрению, и социальная защита молодёжи была передана обратно в ведение муниципалитетов. Вновь было предписано создание бюро по делам молодёжи, которые с тех пор состояли из бюро по делам молодёжи и комитета по делам молодёжи.
В 1961 году в RJWG была внесена ещё одна поправка, которая теперь называлась Законом о защите молодёжи (JWG). Поправка к закону впервые ввела индивидуальные юридические права на услуги по защите молодёжи и укрепила позиции независимых организаций.
Сегодня
С вступлением в силу KJHG (SGB VIII) в 1991 году политическая и профессиональная критика ориентации JWG на контроль и вмешательство была принята, и был создан закон о пособиях для детей, молодёжи и их семей, который полагается на поддержку и предложения помощи. Со сменой парадигмы, осуществленной KJHG, роль службы по делам молодёжи значительно изменилась. Обязанность к исполнению возлагается преимущественно на муниципалитеты; предложения в основном поступают от независимых организаций. Управление по делам молодёжи остаётся в своей двойной структуре, состоящей из администрации и комитета по делам молодёжи.

## Организация офиса по делам молодёжи
Не все службы по делам молодёжи носят такое название. Многие местные органы власти дали своим офисам по делам молодёжи такие названия, как «Департамент по делам молодёжи» или «Управление по делам детей, молодёжи и семьи», или также создали «Управление по делам молодёжи и социальным вопросам», объединив их. Организационная структура и задачи Управления по делам молодёжи всегда остаются неизменными, потому что они закреплены в федеральном законе.
В отличие от других муниципальных органов власти, Управление по делам молодёжи состоит из двух частей: администрации Управления по делам молодёжи и комитета по делам молодёжи. Эта особая конструкция называется двухуровневой структурой и является результатом мнения, которое существовало с 1920-х годов, что офис для детей и молодёжи требует внешнего сотрудничества. Это гарантирует, что неправительственные организации и специализированные политики имеют прямое участие и права на участие во всех вопросах, касающихся благополучия молодёжи.
Перед комитетом по защите молодёжи стоят задачи: реагировать на проблемы молодых людей и семей, принимать предложения и предложения по дальнейшему развитию социальной защиты молодёжи, а также продвигать и планировать местные предложения по социальной защите молодёжи. В него входят члены окружной ассамблеи или городского совета, граждане, имеющие опыт работы с молодежью, и люди, предложенные признанными поставщиками бесплатных услуг по защите молодёжи и молодёжными ассоциациями. Администрация Управления по делам молодёжи ведет дела «действующей администрации». Он выполняет решения районного или городского совета, а также комитета по делам молодёжи и выполняет задачи, описанные ниже.
Задачи общественного благосостояния молодёжи являются частью собственной сферы деятельности муниципалитетов, и у них есть широкие возможности для формирования вопроса о том, как они на самом деле реализуют обязательную задачу благополучия детей и молодёжи в своей зоне ответственности. В этом отношении существует только юридический надзор за местными администрациями и, следовательно, за отделениями по делам молодёжи, которые находятся в ведении соответствующих государственных органов (например, региональных советов или государственного министерства). Обслуживание и технический надзор молодёжного благосостояния офисов лжи, как и с другими муниципальными органами власти, с главой администрации. В городах это (лорд) мэр, в районах — районный администратор.

## Задачи управления по делам молодёжи
Как общественное агентство по защите молодёжи, бюро по защите молодёжи отвечает за выполнение задач по защите молодёжи, упомянутых в § 2 SGB VIII. Сюда входят «услуги и другие задачи на благо молодёжи и семей». Управление по делам молодёжи несёт общую ответственность за планирование, контроль и финансирование задач, а также за их выполнение и отвечает перед лицами, имеющими право на получение пособий за выполнение законодательно регулируемых задач по обеспечению благополучия молодёжи. Управление по делам молодёжи может предоставлять услуги под свою ответственность, но также может делегировать их независимым организациям. Эта опция делегирования также доступна в ограниченной степени для «других задач».
Управление по делам молодёжи направлено на защиту детей и молодых людей от опасностей для их благополучия. В связи со случаями, когда дети серьёзно пренебрегали или даже убивали их опекуны, федеральный законодательный орган усмотрел дополнительную необходимость в регулировании. Это привело к изменениям в Книге VIII Социального кодекса, которые были направлены на усиление защиты детей и молодёжи. Это включает добавление раздела 8a (мандат на защиту в случае угрозы благополучию детей) в SGB VIII в 2005 году и принятие Федерального закона о защите детей в 2011 году.
В задачи Управления по делам молодёжи также входят усыновление, правовая основа которого содержится не в SGB VIII, а в Законе об усыновлении, задачи защиты молодёжи в уголовном процессе в соответствии с положениями Закона о судах по делам несовершеннолетних (JGG) и задачи в соответствии с Законом о защите молодёжи.

## Услуги службы по делам молодёжи
Службы социальной защиты молодёжи — это социальные службы, которыми лица, имеющие право на получение пособий, могут пользоваться в рамках своего права выбора (Раздел 5 Книги VIII Социального кодекса). Они включают в себя общие предложения поддержки для молодёжи и семей, а также индивидуальные услуги для детей, подростков, молодых людей и их родителей. Спектр услуг, за которые отвечают бюро по делам молодёжи, включает u. а.
- Содействие молодёжной работе (§ 11 , § 12),
- Социальная работа с молодежью (§ 13),
- образовательная защита детей и молодёжи (Раздел 14),
- общее содействие воспитанию в семье (статья 16),
- Консультации и услуги по поддержке матерей и отцов в особых жизненных ситуациях (§ 17 , § 18),
- содействие детям в детских садах и детских садах (§ 22 — § 25),
- Помощь в воспитании, такая как консультации по вопросам образования, социально-педагогическая помощь семье, дневной уход, домашнее образование и т. Д. а. (§ 27 и далее).
- Этими предложениями Молодёжный офис поддержал родителей и опекунов в обучении, уходе и воспитании детей и молодёжи. В частности, это означает, что бюро по делам молодёжи z. Б. в контексте планирования их благосостояния молодёжи (§ 80)

На территории отеля имеются подходящие помещения для молодёжи, молодёжный досуг или молодёжные культурные предложения.
Доступны предложения поддержки при переходе от учёбы к работе,
Существуют профилактические предложения в области защиты молодёжи,
Ранняя помощь доступна для семей с маленькими детьми, также доступны предложения по семейному обучению,
есть предложения по консультированию для семей в конфликтных и кризисных ситуациях, которые также предоставляют поддержку по вопросам опеки и прав доступа, организация и оформление детского сада на территории работает надежно. Офисы по делам молодёжи несут ответственность за обеспечение законного права на место по уходу за детьми, а также за его высококачественное внедрение в детских садах и детских садах.
У семей есть необходимые и соответствующие меры поддержки, которые помогут им справиться с родительскими трудностями. Предлагаемые услуги варьируются от консультационного центра до социально-педагогической поддержки в семье и до помещения ребёнка в приемную семью или дом.
Офис по делам молодёжи доступен для семей, детей и молодёжи независимо от этого конкретного набора услуг. Семьи, особенно дети и подростки, могут связаться с отделом по делам молодёжи, если у них возникли проблемы или возникла чрезвычайная ситуация.

## Другие задачи офиса по делам молодёжи
«Другие задачи защиты молодёжи» можно найти в третьей главе SGB VIII и составляют сборник различных задач. Они включают, с одной стороны, задачи, которые напрямую не связаны с гражданами, а с другой стороны, задачи, которые служат выполнению обязанностей государственной охраны и включают полномочия вмешательства и контроля. В их число входят офисы по делам молодёжи u. а. следующие задачи:
- Предварительные меры по защите детей и молодёжи (уход) (раздел 42 книги VIII Социального кодекса)
- Защита детей и молодых людей в семьях и учреждениях (§§ 43-48a SGB VIII)
- Участие путём консультирования пострадавших в судебных разбирательствах (разделы 50 — 52 SGB VIII)
- Помощь, опека и попечительство (§§ 52a — 58 SGB VIII)
- Журнал учёта и нотариальные заверения (§§ 58a — 60 SGB VIII)
- Предоставление и аннулирование разрешения на опеку над детьми и / -отцами (§ 43 SGB VIII, § 48 SGB X)

 Забота
- Офисы по делам молодёжи могут и должны при определённых условиях брать детей и подростков под опеку. Это тот случай, если ребёнок или молодой человек просит о его уходе или если этого требует срочная опасность для благополучия ребёнка или молодого человека.
- Если ребёнок передан под опеку вопреки воле опекуна, служба по делам молодёжи должна получить решение суда по семейным делам, если оно по-прежнему считает, что благополучие ребёнка находится под угрозой. Согласно § 1666 и § 1666a BGB, суд по семейным делам принимает соответствующие меры для предотвращения опасности, если родители не хотят или не могут сделать это сами. Меры, связанные с разлучением ребёнка с семьей, разрешены только в том случае, если опасность не может быть эффективно устранена другим способом.
- Число заключённых под стражу ежегодно составляло около 25 664 человека в 2005 году и постоянно увеличивалось до 84 230 к 2016 году. Затраты удвоились за это время и составляют девять миллиардов евро в год. В частности, увеличилось количество детей младше трёх лет, находящихся под опекой. Причины этого включают реакцию общественности на такие крайние случаи, как смерть младенцев, которая побуждает сотрудников службы по делам молодёжи придерживаться стратегии, которая всегда защищена законом. Однако предварительные защитные меры по-прежнему охватывают преимущественно молодых людей в возрасте от 14 до 18 лет и все больше и больше несопровождаемых несовершеннолетних беженцев. Каждый четвёртый ребёнок или молодой человек, попавший под опеку, ищет помощи сам.

## Участие в судебном процессе
Управление по делам молодёжи поддерживает семейный суд во всех мерах, которые u. а. депозитарные и на посещение права озабоченность, путем создания, Положение и предоставление услуг и для родителей. Дети, чтобы можно было продолжать разделять родительскую ответственность. Суд должен заслушать управление по делам молодёжи в разбирательствах, касающихся личности ребёнка. Управление по делам молодёжи официально участвует в судебных разбирательствах с 1 января 2013 года по делам, связанным с угрозой благополучию ребёнка в ходе разбирательства со стороны родителей. Узнавайте и предлагайте детей быстрее. Во всех других судебных разбирательствах по семейным делам он участвует только в том случае, если служба по делам молодёжи подает заявление на родителей и Чтобы иметь возможность предлагать детям более индивидуальные услуги. Тем не менее, служба по делам молодёжи присутствует почти на каждом заседании суда. Соответствующие жалобы на то, чтобы исключить управление по делам молодёжи из закрытых собраний и только для того, чтобы их выслушать, регулярно отклоняются. Управление по делам молодёжи должно быть осведомлено обо всех судебных решениях, по которым оно было заслушано, чтобы оно могло вести реестр опеки. Управление по делам молодёжи имеет собственное право обжаловать решения.
Для молодёжи уголовное судопроизводство — это вклад молодёжного общества в уголовное судопроизводство, известное как «Требуется суд по делам несовершеннолетних» (JGH), который выполняет консультативную роль как для пострадавших, так и для судов.

## Помощь, опека и попечительство
Управление по делам молодёжи также может быть назначено опекуном или попечителем несовершеннолетнего (официальная опека, официальная опека) и в таком случае является законным представителем несовершеннолетнего. Для поддержки определения отцовства и алиментов служба по делам молодёжи действует в качестве советника по просьбе родителя с опекой. Нотариусы Управления по делам молодёжи удостоверяют:
- признание отцовства
- алименты
- декларации об опеке

## Служба защиты молодёжи
Мандат по защите благосостояния молодёжи вытекает из Основного закона. В статье 6 (2) Основного закона говорится, что родители несут основную ответственность за воспитание и защиту своих детей. Если родители не предотвращают опасности для своих детей, служба по делам молодёжи несёт ответственность за службу по делам молодёжи совместно с судами по семейным делам.
Более конкретный мандат отдела по защите молодёжи в области защиты является результатом простого юридического мандата по защите детей и молодых людей от опасностей для их благополучия. Правила оценки риска опасности можно найти в Разделе 8a Книги VIII Социального кодекса.
Задачи Управления по делам молодёжи при угрозе благополучию детей и подростков
Задачи по защите детей обычно находятся в общих социальных службах (ASD) отделений по делам молодёжи, также известных как районные социальные службы или муниципальные социальные службы. Если отдел по делам молодёжи узнает о существенных признаках того, что ребёнок находится в группе риска, специалисты по РАС обязаны их исследовать. Важными подсказками могут быть недостатки в физическом, эмоциональном и сестринском уходе. Это включает в себя:
- травмы ребёнка или подростка, которые не могут быть правдоподобно объяснены
- недостаточное питание
- отсутствие медицинской помощи
- насилие в семье
- психические заболевания у родителей
- безысходная жизненная ситуация

Специалисты по РАС должны обсудить ситуацию с законными опекунами (в большинстве случаев это родители) и детьми или подростками и оценить риск после того, как они узнают о любых существенных признаках риска для благополучия ребёнка. Следует избегать вовлечения семьи только в том случае, если это ставит под сомнение эффективную защиту детей или молодёжи.
Если родители готовы предотвратить опасности для благополучия ребёнка и обратиться за помощью в воспитании ребёнка, перед отделом по делам молодёжи стоит задача организовать соответствующую помощь родителям в рамках процедуры плана помощи. Для этого родители подают заявление о помощи в воспитании детей. Также следует четко определить, какие меры принимаются для защиты ребёнка (план защиты) и как эти меры контролируются.
Если родители не могут или отказываются воспользоваться необходимой помощью и участвовать в предотвращении опасности, служба по делам молодёжи обязана обратиться в суд по семейным делам. В особо опасных ситуациях служба по делам молодёжи обязана позаботиться о ребёнке или молодом человеке.
Точно оценить риск и опасность для благополучия ребёнка — сложная задача, поскольку обычно её приходится решать в сложных и часто запутанных семейных ситуациях. По этой причине законодательный орган постановил, что оценка рисков должна проводиться в сотрудничестве с несколькими специалистами. Различные диагностические инструменты, такие как Б. Листы защиты детей, которые позволяют систематически оценивать ситуацию. Наконец, необходимо решить, хотят ли и могут ли родители (снова) обеспечить наилучшие интересы ребёнка соответствующими службами поддержки, или необходимо принять другие меры, такие как обращение в суд по семейным делам и удаление детей или молодых людей из семьи.
Расходы на защиту детей и процентная доля оценок риска в год в федеральных землях Германии сильно различаются. В то время как в Нижней Саксонии на каждую тысячу детей в возрасте до 18 лет выполнялись пять таких процедур в год, в Бремене их было 23; в федеральном правительстве проводится около 120 000 таких процедур в год. И хотя в Баварии и Баден-Вюртемберге тратится около 300 евро, в Бремене затраты составляют почти 1200 евро в год для лиц младше 18 лет.

## Сотрудничество с другими организациями
В дополнение к индивидуальной задаче защиты детей, Управление по делам молодёжи также несёт общую ответственность за обеспечение выполнения задач Закона о благосостоянии детей и молодёжи. Это в первую очередь означает, что служба по делам молодёжи должна заключать соглашения с независимыми организациями по защите детей и молодёжи. Эти соглашения предназначены для обеспечения того, чтобы квалифицированные работники независимой организации по защите детей и молодёжи также выполняли свой защитный мандат и работали над использованием необходимой помощи. Квалифицированные работники независимых молодёжных благотворительных организаций имеют право на совет опытного специалиста. Если нет другого способа предотвратить риск, специалисты независимых учреждений имеют право позвонить в офис по делам молодёжи. Кроме того, все лица, имеющие профессиональный контакт с детьми и молодежью, например, врачи или учителя имеют право на консультацию у опытного специалиста.
Кроме того, с момента вступления в силу Федерального закона о защите детей 1 января 2012 года перед Управлением по делам молодёжи стояла задача создания и расширения обязательных структур сотрудничества в области защиты детей, так называемых сетей (ранняя помощь), между учреждениями и специалистами, которые профессионально работают с семьями, детьми и молодежью. Специалисты, работающие в сетях, должны информировать друг друга о своих предложениях и услугах и согласовывать свои процедуры защиты детей. У них также есть задача разработать предложения для родителей с низким порогом и согласовать их друг с другом (ранняя помощь), с помощью которых родители получают поддержку на ранней стадии и своевременно.
В соглашениях (моделях) о сотрудничестве службы по делам молодёжи регулируют сотрудничество и обмен информацией с судами по семейным делам, процессуальными советниками и экспертами по вопросам, касающимся детей. Установленные в судах модели разрабатывают индивидуальные инструкции и специальные инструкции по их взаимодействию на «круглых столах».

## Критика учреждения «Управление по делам молодёжи»
В критике учреждения в прессе, в частности, ставятся под сомнение зачастую недостаточное укомплектование персоналом и профессионализм сотрудников общих социальных служб.
С одной стороны, к Управлению по делам молодёжи предъявляется требование, чтобы оно было гарантией дефицита предложения в текущей социальной политике, с другой стороны, оно часто используется как поверхность для проекции именно для этой цели. Офис по делам молодёжи — это «проекция свободного общественного гнева». Это очевидно из того факта, что безоговорочная критика в адрес офиса по делам молодёжи постоянно исходит из отдельных случаев.
Пример: В связи с процессами Wormser Управление по делам молодёжи Wormser подверглось критике, потому что в 1997 году, несмотря на оправдание всех обвиняемых по обвинению в жестоком обращении с детьми «из-за доказанной невиновности», немедленно возвращение в детские дома отказано в размещении пострадавших детей их родителям, а в случае с шестью Дети в Ramsener Heim "Spatzennest" не допускали никаких контактов.
Комитет по петициям Европейского парламента признал приемлемыми многочисленные петиции против учреждения «Jugendamt» с 2006, 2007 и 2008 годов и рассмотрел этот вопрос с помощью слушаний по показательным делам. Поведение Федеративной Республики в целом в тех делах, по которым была подана жалоба в Европейский суд по правам человека (семья Х. Мюнстера / Штайнфурта (вторая жалоба отклонена), дело об опеке Казим Гёргюлю, Сахин, Зоммерфельд и другие). Комитет по петициям рассмотрел а. 12 петиций в списке рассмотрения и в его ежедневной повестке дня.
Предметом этих петиций являются, в частности, конкретные группы дел, в которых 1. родители, не являющиеся немецкими, заявляют о дискриминации по признаку национальности, происхождения или языка при сопровождении своих детей после развода в двухнациональном браке, а также 2. родителей в существующих браках, которые критикуют преждевременное взятие детей под опеку из-за предполагаемой угрозы благополучию ребёнка, в дополнение к 3. не состоящим в браке, физическим и законным отцам, которых закон Германии (§ 1626a, параграф 3 BGB) систематически дискриминирует из-за их статуса и пола и различить, предусматривая, что опекунство удерживается от них в пользу матерей, которые регулярно имеют родительскую опеку, чтобы защитить самые лучшие интересы на ребёнка (см также равенство «незаконных» детей в соответствии с пунктом 5 статьи 6 Основного закона). Согласно прецедентной практике Европейского суда по правам человека, систематическое предотвращение беспрепятственного взаимодействия родителей со своими детьми (так называемая «кража детей») нарушает статью 8 (право на уважение частной и семейной жизни) Европейской конвенции о правах человека.
Председатель Конференции неправительственных организаций (НПО) из Совета Европы, Annelise Oeschger, переданы молодёжи благосостояния офиса петиций в Европейский парламент в ноябре 2007 г. Бамберг декларация, в которых поведение немецких отделений по делам молодёжи, а также потому, что местное самоуправление отсутствие фактического, технический и правовой контроль над службами защиты молодёжи и связанные с этим нарушения Европейской конвенции о правах человека (ЕКПЧ)) тоже подвергаются критике. Однако в некоторых случаях эти жалобы также содержали неверные предположения о возможностях правового надзора и возможностях административного судебного пересмотра решений бюро по делам молодёжи.
Меры за границей, основанные на опыте обучения, являются спорными, поскольку они полемически изображаются на RTL в формате «Подросток вне контроля — последний выход на Дикий Запад». На практике управление по делам молодёжи и независимые организации по защите молодёжи редко разрабатывают меры за границей, основываясь на результатах обсуждения планирования помощи с несовершеннолетним и его родственниками. Международные проекты могут обеспечить рамочные условия для успешного развития устойчивых эмоциональных отношений между руководителями и молодыми людьми, особенно для молодых людей, у которых были частые разрывы и переживания неудач. а. способствовать формальному повышению образовательной квалификации. При такой форме помощи все ещё очень редко гарантируется, что службы по делам молодёжи, ответственные за дело, могут лично получить представление о работе на месте, что молодые люди имеют возможность заранее познакомиться с опекунами и Возвращение систематически планируется до начала оказания помощи.